# Аулов, Григорий Максимович
Григорий Максимович Аулов — советский хозяйственный, государственный и политический деятель, Герой Социалистического Труда.

## Биография
Родился в 1930 году в селе Верхние Раковые Рясы (Голожохово) Астаповского района Козловского округа. Член КПСС.
С 1950 года — на хозяйственной, общественной и политической работе. В 1950—1980 гг. — подручный сталевара электропечи в сталелитейном цехе Люблинского литейно-механического завода, военнослужащий Советской Армии, сталевар Люблинского литейно-механического завода Министерства путей сообщения СССР, слушатель Высшей партийной школы при ЦК КПСС, заместитель главного металлурга Люблинского литейно-механического завода, заместитель председателя исполкома Ждановского районного Совета депутатов трудящихся города Москвы.
Указом Президиума Верховного Совета СССР от 4 августа 1966 года присвоено звание Героя Социалистического Труда с вручением ордена Ленина и золотой медали «Серп и Молот».
Избирался депутатом Верховного Совета СССР 6-го и 7-го созывов.
Делегат XXII съезда КПСС.
Умер в Москве в 2016 году.